# ألبرت فرنسيس جود
ألبرت فرنسيس جود (بالإنجليزية: Albert Francis Judd)‏ هو محامي وقاضي أمريكي، ولد في 7 يناير 1838 في هونولولو في الولايات المتحدة، وتوفي بنفس المكان في 20 مايو 1900.